# 뉴젠정
뉴젠정(일본어: 入善町 뉴젠마치[*])은 일본 도야마현 북동부에 있는 시모니카와군의 정이다. 특산품은 튤립, 뉴젠 점보 수박(구로베 수박)이다.

## 지리
도야마현 북동부에 있고 구로베강이 형성한 선상지의 중앙에 펼쳐진 지역이다. 북쪽은 동해와 접하고 해안선은 11.5km이며 그것을 저변으로 남쪽으로 뾰족한 삼각형 모양을 하고 있다.

## 역사
- 1953년 10월 - 뉴젠정과 7개 촌이 합병해 새로운 뉴젠정이 되었다.
- 1959년 1월 - 후나미정을 편입 합병하였다.

## 교통

### 철도
- 아이노카제토야마 철도 아이노카제토야마 철도선

### 도로
- 호쿠리쿠 자동차도
- 국도 8호선